# Автошлях Т 1319
Автошля́х Т 1319 — автомобільний шлях територіального значення в Луганській області. Проходить територією Перевальського та Антрацитівського районів, Краснолуцької міської ради через Перевальськ — Селезнівку — Федорівку — Петрово-Красносілля — Іванівку. Загальна довжина — 27,9 км.

## Маршрут
Автошлях проходить через такі населені пункти:
| Автошлях Т 1319          |        |
| Луганська область        |        |
| Перевальський район      |        |
| Перевальськ              | E40М04 |
| Селезнівка               |        |
| Краснолуцька міська рада |        |
| Федорівка                |        |
| Буткевич                 |        |
| Петрово-Красносілля      |        |
| Антрацитівський район    |        |
| Іванівка                 | Н21    |